# Tordylium apulum
Tordylium apulum L., 1753, nota in Italia come tordilio apulo o ombrellino pugliese, è una pianta erbacea  della famiglia delle Apiacee (o Umbelliferae), diffusa nel bacino del Mediterraneo.

## Descrizione
T. apulum cresce solitamente fino a 20-50 centimetri di altezza. Ha uno stelo eretto, striato e costoluto, che può superare i 60 cm di altezza. Le foglie sono morbidamente pelose e pennate, con le foglie inferiori ovali con segmenti dentati e le foglie superiori con segmenti lineari. Ha tra i 2 e gli 8 raggi primari. I fiori marginali hanno ciascuno 1 petalo bianco, allargato e uniformemente bilobato. Le brattee e le bratteole sono lineari, a punta lunga, con peli sparsi. Il frutto è rotondo, appiattito, strutturato in modo elaborato e di solito ha una dimensione di 5-8 millimetri.

## Biologia
I fiori sono ermafroditi e sono impollinati dagli insetti. La pianta è autofertile.

## Distribuzione e habitat
La pianta ha un areale mediterraneo.
Si trova come erba infestante di coltivazioni, su terreni incolti e lungo le strade. La pianta può crescere allo stesso modo su terreni sabbiosi e argillosi. Si possono trovare piante che crescono su terreni acidi, neutri e basici, ma non prosperano all'ombra.

## Usi

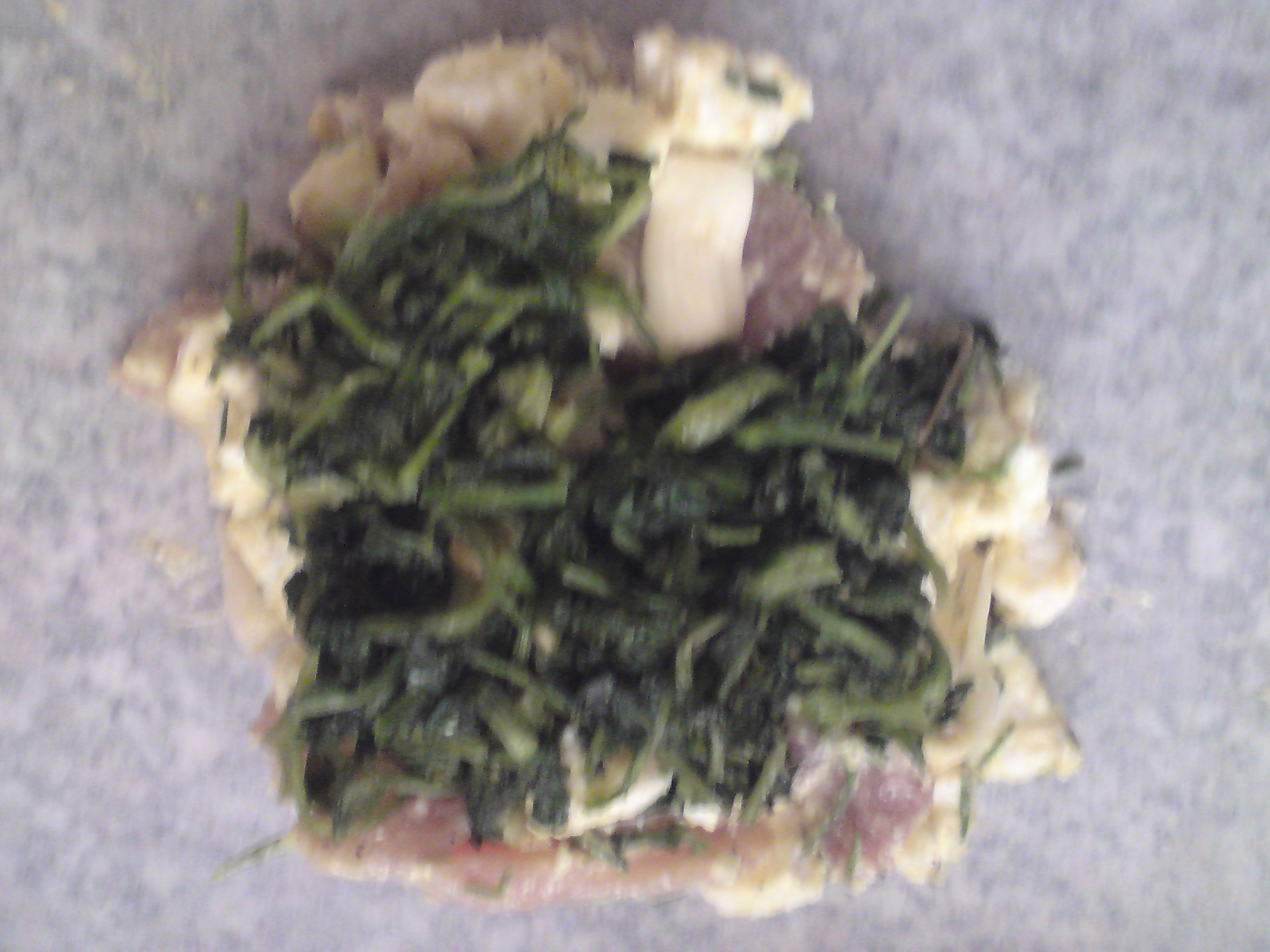
Ricetta greca con carne di maiale, tordilio apulo, feta e rosmarino

Le foglie della pianta sono commestibili e sono usate come erba aromatica e verdura da insalata in Grecia. In Italia si usa come condimento. L'infuso di ombrellino pugliese non è comune se non nelle isole che si affacciano nell'est Adriatico
È stata analizzata la composizione in olio essenziale di parti aeree di Tordylium apulum prelevata in Italia. Sono stati identificati sessantasette composti che rappresentano il 96,5% dell'olio. I composti più abbondanti erano (E)-β-ocimene (17,3), α-umulene (11,4%) e ottilottanoato (8,8%). È stato riferito che l'olio essenziale delle parti aeree di T. apulum dalla Grecia contiene α-umulene (28,7%) e ottilesanoato (11,7%) come costituenti principali. Non ci sono usi medicinali noti per questa pianta.

## Nella cultura di massa
I semi di questa pianta sono suggeriti come il modello vegetale utilizzato per il noto pendente di Malia, un gioiello di alta oreficeria di epoca minoica esposto al Museo Archeologico di Heraklion.
Il nome inglese "hartwort", che significa "pianta di cervo", è una coniazione accademica dalla credenza, registrata per la prima volta da Aristotele, che la femmina di cervo cercasse le foglie della pianta da mangiare, dopo il parto. Se vera, questa osservazione potrebbe indicare proprietà medicinali o nutritive nella pianta preventiva dell'emorragia post-partum.
Durante il periodo medievale e rinascimentale, Tordylium apulum era considerato l'erba associata al segno zodiacale Pesci, ed era usato in amuleti e talismani, secondo l'Appendice Quattro dei Tre libri di filosofia occulta di Cornelius Agrippa.